# Again and Again (chanson de Status Quo)
Pour les articles homonymes, voir Again and Again.
Singles de Status Quo
Rockin' All Over the World
(1977) Accident Prone
(1978)
Again and Again est le premier single issu de l'album de Status Quo, If You Can't Stand the Heat.Il est sorti sur le label Vertigo Records et fut produit par Pip Williams.

## Historique
Sa sortie coïncidait avec la participation en tête d'affiche du groupe au Festival de Reading le 26 août 1978. Cette chanson fut composée dans la maison de Rick Parfitt dans le Surrey et fut enregistrée aux Pays-Bas . Francis Rossi en dira:

« La première fois que j'ai entendu Again and Again , je me suis dit 'qu'est-ce que c'est que cette merde' mais j'ai appris à l'aimer depuis. »

Ce single atteignit la 13e place dans les charts britanniques où il restera classé pendant 9 semaines. Sa face B est une chanson d'Alan Lancaster issue de l'album précédent Rockin' All Over the World, Too Far Gone.

## Liste des titres
- Face A : Again and Again (Rick Parfitt / Andy Bown / Lynton) - 3:40
- Face B : Too Far Gone (Alan Lancaster) - 3:12

## Musiciens du groupe
- Francis Rossi : guitare solo
- Rick Parfitt : chant, guitare rythmique.
- Alan Lancaster : basse.
- John Coghlan : batterie, percussions.

## Musicien additionnel
- Andy Bown : claviers.

## Charts
| Date       | Chart               | durée du classement | Position |
| ---------- | ------------------- | ------------------- | -------- |
| 23/09/1978 | UK Singles Chart    | 9 semaines          | 13e      |
| 25/09/1978 | Single Top 100      | 11 semaines         | 18e      |
| 28/10/1978 | Ultratop            | 2 semaines          | 28e      |
| 28/10/1978 | Mega Top 50         | 8 semaines          | 9e       |
| 28/10/1978 | Schweizer Hitparade | 6 semaines          | 8e       |